# Gliese 833
Gliese 833 is een oranje dwerg in het sterrenbeeld Indus met magnitude van +7,14 en met een spectraalklasse van K1.V. De ster bevindt zich 48,32 lichtjaar van de zon.